# 簑島宏美
簑島 宏美（みのしま ひろみ、1986年6月14日 - ）は、日本の女性モデル、女優。東京都出身。オスカープロモーション所属。モデルガールズのメンバー。2009年には、ミス・インターナショナルの準グランプリを獲得している。

## 来歴
- 2008年、中日韓「友好大使」杯、国際スーパーモデル・コンテスト[1]で、友好大使賞受賞。
- 2009年、ミス･インターナショナルで準グランプリ[2]。
- 2019年、自身のブログで入籍を報告し、生活拠点を大分県に移した[3]。

## 出演

### テレビ番組
- PON!「美∼Life∼『モデルガールズ』のモデル体操」（2012年6月20日・27日、日本テレビ）[4]

### テレビドラマ
- 殺しの女王蜂（2013年10月、テレビ東京） - ピータン 役
- 保育探偵25時〜花咲慎一郎は眠れない!!〜（2015年1月 - 3月、テレビ東京） - 木津鈴奈 役
- 食の軍師　第7話（2015年、TOKYO MX） - 美人女性客 役
- ホテルコンシェルジュ（2015年7月 - 9月、TBS） - 宇田川奈央 役
- 名探偵キャサリン2（2016年3月20日、テレビ朝日） - 白石雪乃 役
- 月曜名作劇場 「銭の捜査官 西カネ子2」（2019年、TBS）  山西由佳 役

### イベント
- 水着ファッションショー「San-ai P!KAN Festa」（2009年7月20日、東京・池袋サンシャインシティ）[5]
- 水着ファッションショー「三愛水着楽園」（2010年3月27日、東京・アクアシティお台場）[6]
- ポルシェ新車「ニューボクスター」除幕式（2012年6月22日、東京ミッドタウン）[7]

### CM
- 海宝トレーディングカンパニー　カーナビゲーション

## 書籍

### 雑誌
- GINGER（幻冬舎）
- CREA（文藝春秋）
- BLIO（光文社）
- HERS（2013年4月12日）